# 17941 Horbatt
17941 Horbatt (1999 JW2) là một tiểu hành tinh vành đai chính được phát hiện ngày 6 tháng 5 năm 1999 bởi R. A. Tucker ở Goodricke-Pigott Observatory.